# Berrie (Vienne)
Berrie is een gemeente in het Franse departement Vienne (regio Nouvelle-Aquitaine). De gemeente telde 253 inwoners op 1 januari 2022. De plaats maakt deel uit van het arrondissement Châtellerault.

## Geschiedenis
Tijdens het ancien régime was Berrie een gehucht dat onder de parochie Bas-Neuil viel. Aan het einde van de achttiende eeuw werd Bas-Neuil, of Neuil-sur-Dive een gemeente, die ook het grondgebied van Berrie omvatte. In 1898 verhuisde de zetel van de gemeente van Bas-Neuil naar Berrie en wijzigde ook de naam van de gemeente.

## Geografie
De oppervlakte van Berrie bedraagt 16,5 km², de bevolkingsdichtheid is 16,2 inwoners per km².
De onderstaande kaart toont de ligging van Berrie (Vienne) met de belangrijkste infrastructuur en aangrenzende gemeenten.

## Demografie
Onderstaande figuur toont het verloop van het inwonertal (bron: INSEE-tellingen).